# دریاچه ماسه‌زیر
دریاچه ماسه‌زیر (به لاتین: Masazirgol) یک دریاچه در جمهوری آذربایجان است که در منطقه قره‌داغ واقع شده‌است.

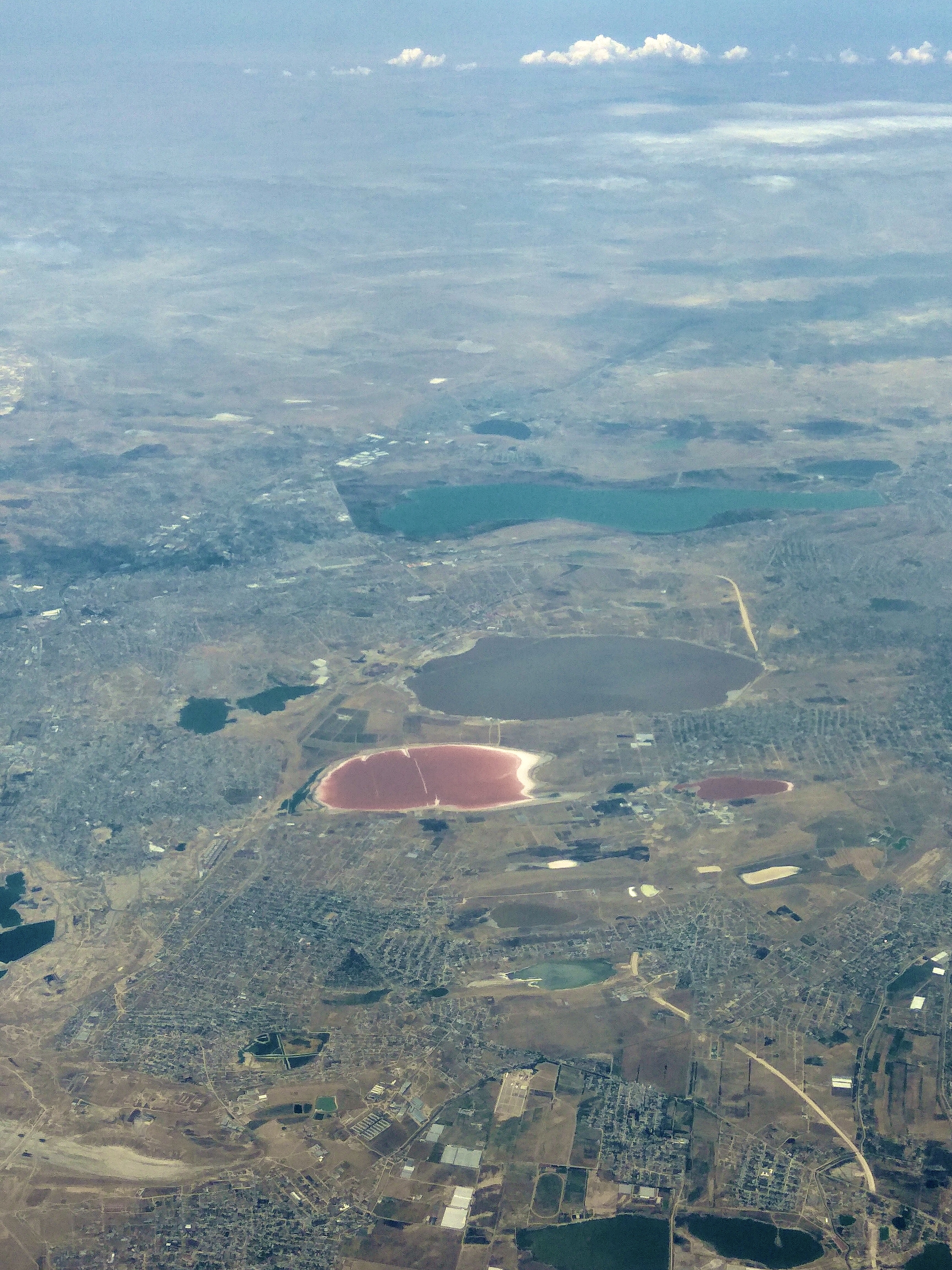
نمایی از دریاچه از فراز دریای کاسپین